# 悠月春乃
悠月 春乃（ゆづき はるの、2月7日 - ）は、日本の女性声優。東京都出身。リマックス所属。

## 略歴
2023年9月28日、AKIBAカルチャーズ劇場がプロデュースする「声優アイドル」総合プロジェクトの「ツボミシンフォニー」およびツボミシンフォニー内のユニット「エモワール;ど」に所属。

## 人物
趣味はアクション映画鑑賞、イラスト。特技は絶対音感、ギター、ピアノ耳のコピ演奏。

## 出演

### テレビアニメ
- 真の仲間じゃないと勇者のパーティーを追い出されたので、辺境でスローライフすることにしました2nd（2024年、ジェムジャイアント子供、子供③、子供1）
- ワンルーム、日当たり普通、天使つき。（2024年、メイドB）
- BanG Dream! Ave Mujica（2025年、女子高生A、生徒C）

### 劇場アニメ
- 劇場版 ポールプリンセス!!（2023年[6]）

### ゲーム
- モンスターストライク（2023年、ビザルデ[7]）
- 城姫クエスト（2023年、飯山城[8]、衣笠城[9]）

### テレビドラマ
- ブラッシュアップライフ（2023年[2]）

### CM
- コアラマットレス（2023年[10]）

### パーツモデル
- TO-PLAN クリスタルネイルシャイナー[2]
- スキンケアクリーム[2]

### その他コンテンツ
- SoftBank 配膳ロボット Servi 導入事例動画 Vansan（2023年[2]）
- ウチの夏フェス2023 どっきんムフフな夏祭り フレッシュ夏フェス隊（2023年[3]）